# بيت جونسون
بيت جونسون (بالإنجليزية: Pete Johnson)‏ هو سياسي أمريكي، ولد في 12 مايو 1948 في الإسكندرية في الولايات المتحدة. حزبياً، نشط في الحزب الجمهوري.